# منتخب أستراليا لكرة القاعدة للسيدات
منتخب أستراليا لكرة القاعدة للسيدات (بالإنجليزية: Australia women's national baseball team)‏ هو ممثل أستراليا الرسمي في المنافسات الدولية في كرة القاعدة للسيدات
.